# Barbara Buchner

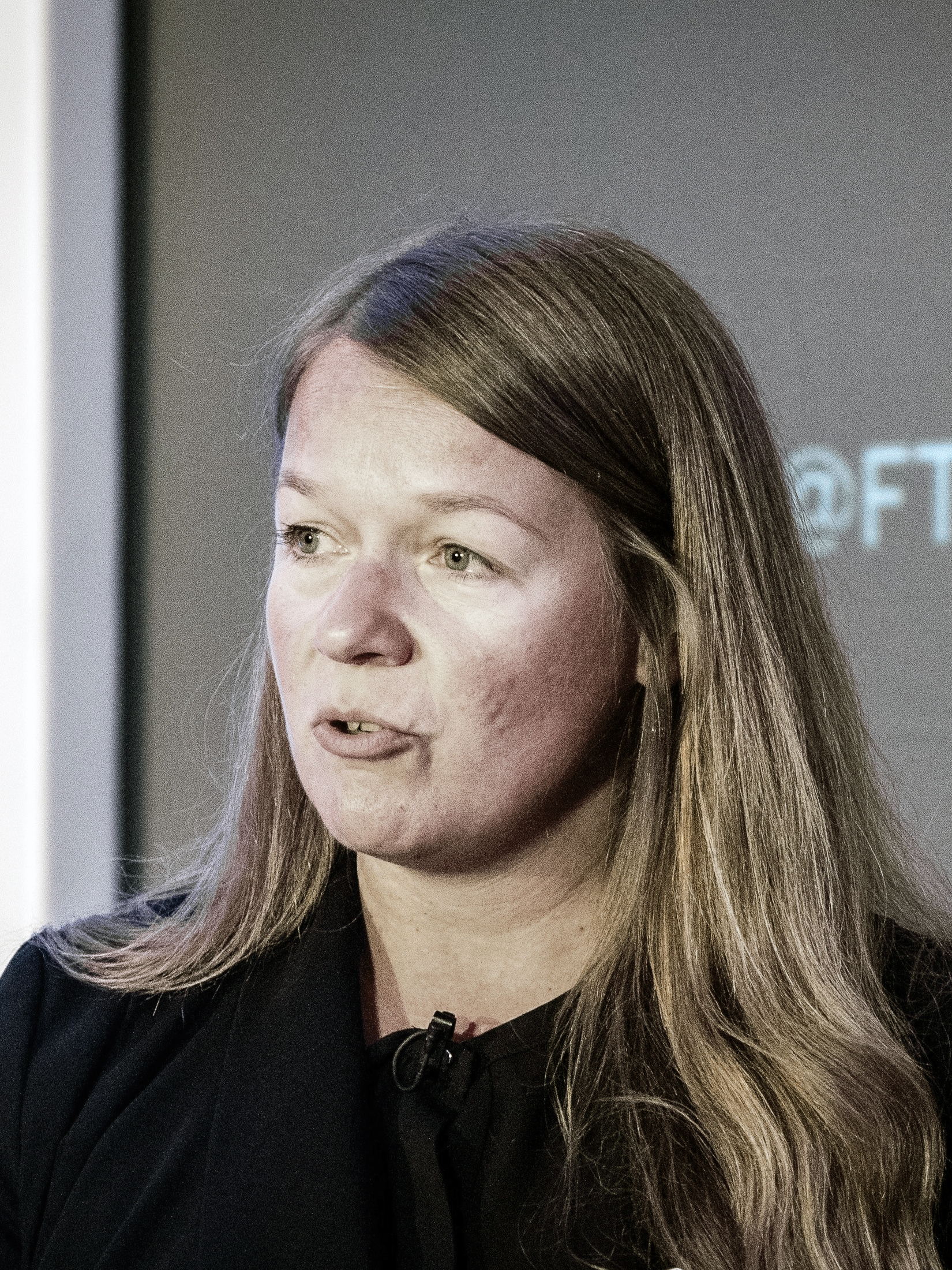
Barbara Buchner (2017)

Barbara K. Buchner (* 17. Mai 1974) ist eine österreichische Wirtschaftswissenschaftlerin, Beraterin und Autorin. Sie ist Geschäftsführerin des Programms für Klimafinanzierung der Climate Policy Initiative.

## Leben
Buchner promovierte in Wirtschaftswissenschaften an der Universität Graz. Sie lebt in San Francisco.

## Wirken
Buchners Arbeit befasst sich mit der Erprobung und Ausgestaltung innovativer Instrumente zur Klimafinanzierung, mit denen Finanzierungsbarrieren für Projekte im Bereich alternativer Energien, Klimaanpassung und Landnutzung beseitigt werden sollen. Der Internationale Wissenschaftsrat nannte sie 2014 in seiner Liste der „20 Frauen, die in der Klimadebatte für Aufmerksamkeit sorgen“, da Klimafinanzierung zu einem immer bedeutenderen Thema der klimapolitischen Debatte werde.

## Veröffentlichungen (Auswahl)
- Barbara Buchner, Martin Stadelmann, Jane Wilkinson, Federico Mazza, Anja Rosenberg und Dario Abramskiehn: Global landscape of climate finance 2014. Climate Policy Initiative. 2014, https://climatepolicyinitiative.org/publication/global-landscape-of-climate-finance-2014/
- A. Denny Ellerman und Barbara K. Buchner: The European Union emissions trading scheme: origins, allocation, and early results. In: Review of environmental economics and policy. Band 1, Nr. 1, 2007, S. 66–87, doi:10.1093/reep/rem003
- A. Denny Ellerman und Barbara K. Buchner: Over-allocation or abatement? A preliminary analysis of the EU ETS based on the 2005–06 emissions data. In: Environmental and Resource Economics. Band 41, Nr. 2, 2008, S. 267–287, doi:10.1007/s10640-008-9191-2